# 動物福祉

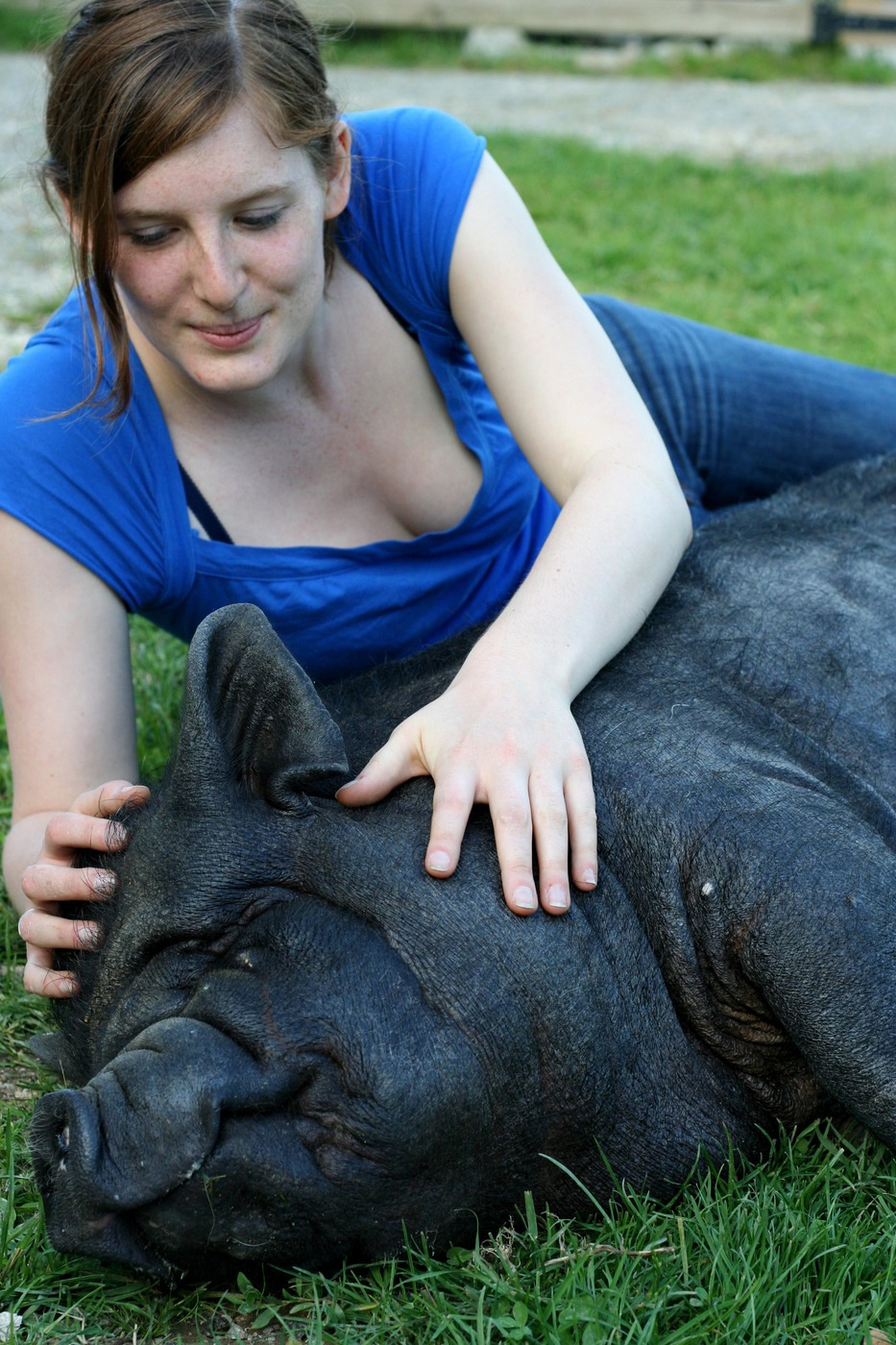
リラックスしているブタ（下）

動物福祉（どうぶつふくし、英語: Animal welfare）とは、一般的に、人間が動物に対して与える苦痛やストレスといった苦痛を最小限に抑えるなどの配慮により、動物の利用自体は認めた上で、動物の待遇を改善しようとする考えのことをいう。もともと畜産業等で工業的な効率重視の結果として動物を密集して飼育する等といったあり方に対する反省として、近代以降にヨーロッパで生まれ、、家畜動物を対象として大きく発展した概念である。
日本国内では、英語の「Animal Welfare（アニマルウェルフェア）」は「動物福祉」や「家畜福祉」と和訳されることが多いが、動物福祉という語感から介護・医療など含む社会保障を連想する「福祉」だと誤解される場合もあるため、日本国内で使用するときは和訳せずに「アニマルウェルフェア」とそのまま表記されることもある。

## 概要
対象動物は、産業利用される家畜動物、養殖魚、動物園や水族館などで飼育される展示動物、研究施設などで科学使用される実験動物、一般家庭で飼われる愛玩動物、さらには野生動物等多岐にわたる。
これらの動物は人間の利益のために動物本来の特性や行動、寿命などが大きく規制されていることが多い。動物利用を認めつつも、それら現場で動物の感じる苦痛の回避・除去などに極力配慮しようとする考えが動物福祉である。Saunders Comprehensive Veterinary Dictionaryでは動物福祉を「飼育環境、食餌、日常的なケア、病気の予防や治療、苦痛から解放される保証、不必要な不快感や痛みから動物を保護し、人間による虐待や動物を利己的に利用することの回避」と定義している。
動物福祉の意識の高まりから肉食を削減する動きも広まっている。しかしながら動物の権利と異なり、動物福祉は人間が動物を食用などに利用することや殺すことを否定していない。
動物を殺さなければならない場合は、可能な限り苦痛のない手法を用いること（安楽死）が求められる。殺す方法には、銃、家畜銃、斬首、感電死、マイクロ波照射、捕殺罠などがあるがいずれの方法においても即死させることが求められる。アメリカでは中規模から大規模な屠殺場の大半は、アニマルウェルフェアの監査を受けている。2022年スペインは、EU加盟国では初となる、すべての屠殺場への、動物の扱いを監視するためのビデオカメラの設置を法制化した。2025年1月、オーストラリアの豪州食肉産業協議会は、豪州畜産加工業アニマルウェルフェア認定制度（AAWCS）において、食肉処理施設への、積み下ろし地点、待機場、と畜場前、拘束・気絶時、吊り上げ時、放血時の５つの地点でのビデオ監視システムの設置の義務化を決定した。AAWCSの認定施設は、豪州の牛、羊、豚の８０％以上を占める。

## 歴史
動物福祉（アニマルウェルフェア）は、家畜動物を対象としてヨーロッパで発祥し、世界へと大きく発展した概念である。
20世紀後半まで動物福祉は普及していなかったが、1964年に工場型の集約畜産の批判本「アニマルマシーン」（ルース・ハリソン著）が発表されたことから大きく発展することとなった。「アニマルマシ―ン」により、家畜の扱いに社会の関心が集まり、イギリスにおいて専門委員会が立ち上げられ家畜の調査、検討が行われた。その結果、集約畜産に虐待の可能性がはらんでいることが、調査報告書（1965年）で指摘された。この時の調査報告書（ブランベル・レポ―ト）が、その後のアニマルウェルフェアの礎となり、ヨーロッパ全体に広がり、欧州評議会による「農用動物の保護に関する協約（1976年成立）」「と畜場での家畜の保護に関する協約（1979年成立）」などにつながった。1993年に欧州連合が発足してからは、欧州連合のリスボン条約（2009年）改正において、動物は感受性のある生き物であることからアニマルウェルフェアの要件に十分配慮することが盛り込まれた。
1979年、イギリス政府によって設立された独立機関である家畜福祉委員会（farm animal welfare council：FAWC)が「5つの自由」を提案、1992年に現在の形ができあがった。その後、この基本原則が世界の家畜動物福祉の共通認識となり、国際獣疫事務局 (WOAH) の陸生動物衛生規約にも示されている。日本は五つの自由を法律で明文化していないが、法律で明文化している国もある。
・空腹と渇きからの自由（健康と活力を維持させるため、新鮮な水及び餌の提供）

・不快からの自由（庇陰場所や快適な休息場所などの提供も含む適切な飼育環境尾提供）
・痛み、損傷、病気からの自由（予防あるいは的確な診断と迅速な処置）
・正常行動発現への自由（十分な空間、適切な設備、そして同種個体との同居）

・恐怖手苦悩からの自由（心理的苦悩を避ける状況及び取り扱いの確保）—5つの自由、英国獣医師協会
2000年に欧州委員会がＷＴＯにアニマルウェルフェアを非貿易的関心事項とすることを提案したことからアニマルウェルフェアは国際的な議論となり、2002年の国際獣疫事務局 (OIE：改称WOAH) 総会においてアニマルウェルフェアに関する専門家会合が開かれ「アニマルウェルフェアは動物の健康と密接な関係にあり、その検討の場としてOIEが最適である」と提案され、その基準の検討が行われることが決議された。以降、OIEは、屠殺や輸送、畜種ごとのアニマルウェルフェアなど様々な基準を策定している。
日本では、1987年に初めて佐藤衆介 農学博士が畜産動物福祉を紹介した。
2003年、動物が感覚を持っていることを認め、虐待を防ぎ苦痛を軽減し、家畜、ペット、実験動物、野生動物、展示動物などの動物の福祉に関する基準を推進するための政府間協定である世界動物福祉宣言（UDAW ）が策定された。WOAH（OIE）や国連食糧農業機関（FAO）もこの宣言の支持を表明しているが、日本は支持を表明していない。2007年ごろからは、ネガティブな状態からの脱却を目指す「五つの自由」に注視するのではなく、生活の質や幸福度といったより高福祉を目指す研究提案が始まっている。ISOは2016年に「アニマルウェルフェア管理-フードサプライチェーン組織に対する一般要求事項及びガイダンス」というISO/TS34700を作成、3年間の試行期間を経て2021年に正式承認した。
2023年時点で、ヨーロッパを中心に、動物福祉や動物の権利を目指す世界で10の動物党が、議会での議席を獲得している。EUでは2024年、欧州委員（日本の大臣に相当）の担当職名の一つ「保健・食品衛生」が「保健・アニマルウェルフェア」に変更された。現在EUでは、アニマルウェルフェアの向上は、現在のEUの農業部門における最優先課題の一つとなっている。

### 家畜福祉への補助
ＥＵでは、アニマルウエルフェアに対応した飼い方をするための導入コストや減収（法的基準以上の高い水準の家畜福祉を実践した際に生ずるもの）が補填される制度が確立している。2022年8月、デンマーク、フィンランド、フランス、アイルランド、ポーランド、ポルトガル、スペインは、家畜福祉を盛り込んだ2023-2027年の農業共通政策（CAP）計画を発表。いずれの国の計画においても、家畜福祉の改善に助成金を出す予定となっている。また、EUにおいて農業共通政策（CAP）の直接支払いを受給するためには動物福祉基準を満たす必要がある。ただし、現状のCAP実施状況では、高い動物福祉慣行へのインセンティブが発揮されていないという指摘もされている。
2018年韓国の京畿道は動物福祉の認証制度を導入。2018年から2022年までに296農場ほどが認定されているが、京畿道同認証における施設整備に補助金制度を設けている。2025年新大統領であるイ・ジェミョンは食料安全保障政策として動物福祉認証基準を順守した農家への直接支払いを掲げた。カナダは2022年、国内の家畜福祉を強化するために300万ドルを投資することを発表している。同国家牛肉戦略の目標に基づき、カナダ牛肉業界団体は、アニマルウェルフェアを含む今後10年間の長期的な目標を示す「2030年目標」を設定している。イギリスも採卵鶏の福祉向上に助成金制度を設けている。この助成金制度では、羽数の拡大への助成はできず屋外スペースの設置など採卵鶏の健康と福祉のための整備を目的とする 。

### 動物福祉と持続可能性
近年では、家畜福祉はSDGsの指標や持続可能な農業の重要な側面と考えられるようになっている。
企業の国連持続可能な開発目標（SDGs）推進国際NGOのWorld Benchmarking Alliance（WBA）の企業評価項目の一つには家畜福祉が含まれ、ESG（環境・社会・企業統治に配慮する企業の考え方）情報に関する主要な開示基準であるSASBスタンダードにおいても動物福祉上問題視される鶏のケージ飼育や豚のストール飼育の割合は開示事項となっている。また、毎年のダボス会議（世界経済フォーラム会議年次総会）ではサステナビリティの観点で世界各国の企業を評価して発表されるが、評価項目には「動物福祉専門機関により「遅れている」と認識されていないか」というものがある。2021-2022年に設立された国際サステナビリティ基準審議会は小売業者の情報開示基準においてサプライチェーンにおける動物の扱いや飼育環境、動物福祉認証の導入状況などの開示を求めている。
2015年、国連サミットで持続可能な開発目標を採択。SDGSの宣言では「人類が自然と調和し、野生動植物その他の種が保護される世界」があり、その他の種には畜産動物、実験動物、展示動物、愛玩動物が含まれる。SDGsの目標2「飢餓をゼ　ロに」を受けて世界食糧安全保障委員会の食料栄養安全保障に関する専門家によるハイレベルパネルが2016年、「食品安全と栄養のための農業の持続的発展-畜産動物の役割」を発表。ここでアニマルウェルフェアが倫理的消費に対応するのみでなく生産効率の改善や復元性の強化に貢献すると指摘された。生物学者、生態学者らの研究によると、アニマルウェルフェア改善はSDGsの目標1貧困、2飢餓、3保健、8成長・雇用、12責任ある生産と消費、14海の豊かさを守る、15陸上資源、に貢献するとされる。
EUは、2020 年に持続可能な食料システムを目指して掲げた「Farm to Fork Strategy（農場から食卓まで戦略）」において、 2023 年までに家畜福祉関連法制度を改定することを盛り込んだ（この期限は延長された）。
2022年3月2日、国連環境計画が主催する国連環境総会（UNEA）における「持続可能な開発目標（SDGs）を達成するための自然のための行動の強化」をテーマにした第5回国連環境会議で、「動物福祉–環境–持続可能な開発に関する決議」が採択され、アニマルウェルフェアが環境問題に対処し、ワンヘルスアプローチを推進し、SDGSを達成しうること、これらの連携を追求することを要請すると決議された。動物福祉が国際的な持続可能な開発ガバナンスにおいて採択されるのはこれが初となる。また2022年11月3-4日に行われたOECD農業大臣会合において採択された「持続可能な農業と食料システムに向けた変革を導く解決策に関する宣言」には『動物の健康と福祉に害を及ぼすような畜産物の生産や生産方法による環境への負の影響を軽減する。』と盛り込まれた。さらに2023年、OECDは「多国籍企業の責任ある事業行動に関するガイドライン」を発表。ガイドラインにおいて、人道的な家畜の取り扱いや屠殺などについて、国際獣疫事務局 (WOAH) の動物福祉基準の遵守を求めた。2024年に開催された生物多様性条約締約国会議（COP16）では、ワンヘルス・アプローチは、動物福祉と生態系／人間の健康を結びつけるものであること、政府や利害関係者が侵略的外来種に関する政策を策定し、実施する際には動物福祉が求められること、人道的な措置が必要であることなどが採択された。
このような流れの中で、投資において動物福祉を考慮することが求められるようにもなっている。FAOは2014年、「農業における責任ある投資と、食品システムのための原則」の中で、投資において動物福祉を考慮することを記載。同年世界銀行グループの国際金融公社（IFC）は「IFCは、動物福祉基準に関して、投資クライアントと連携している」とし、過密飼育や妊娠ストールなどが動物福祉のリスクを高めると報告（いっぽうでIFCは2023年、4階建ての工業用養豚団地建設への融資を承認。動物福祉に対する世界銀行の取り組みと、この融資は一致しないとして環境団体らから非難を受けている）。
日本では2020年に制定された日本農林規格「持続可能性に配慮した鶏卵・鶏肉」においてアニマルウェルフェアが基準の一つになっている。2025年参議院決算委員会質疑において、消費者及び食品安全担当大臣はアニマルウェルフェアはエシカル消費の要素のひとつであると答弁。
動物福祉は企業のデューデリジェンスの一つとされ、動物福祉の欠如は投資リスクとも考えられるようになり、動物福祉を評価の一つとするESG投資が広まっている。世界最大級の政府系ファンドの一つであるノルウェー政府年金基金は、企業に対して動物福祉の遵守を求めている。EUは2022年6月には、EUの企業持続可能性報告指令（CSRD）に、動物福祉についての報告が記載され、CRSDに基づくESRS（欧州サステナビリティ報告基準）にも企業の情報開示基準として動物福祉が盛り込まれた。2024年には「企業の持続可能性デュー・ディリジェンスに関する欧州議会および欧州理事会指令」において、「企業は動物福祉に貢献すべき」という条文を組み込んだ。
2024年における米国の動物福祉関連の株主提案数は少なくとも30件にのぼっているという。米マクドナルドの2024年度総会では、家畜の鶏の福祉に関する株主提案が行われた。
いっぽうで環境への取り組みが工場畜産を拡大し家畜福祉を阻害するリスクも指摘されている。

## 動物の情動評価方法
動物福祉を科学的に定義するのは難しい。その理由として、健康や幸福など個人の価値観によって重要性や意味がそれぞれ異なる多くの要因をともなうことがあり、したがって基準となる値を提示することが求められる。
基本的に動物福祉を説明するうえで以下の3つの概念が用いられる。
主観的経験
痛みや恐怖、欲求不満による幸福の低下を問題視する。主観的な感情を経験できる生物にのみ適用される。
生物学的機能性
生物学的機能性が病気や怪我、栄養不良によって低減されることを重視する。行動学的、生理学的、病理学的指標によってはかられ、とくにストレスを指標として用いる事例が多く、脳下垂体前葉と副腎皮質の賦活化、グルココルチコイド分泌の増加などで示される。
本来の性質
動物は本来の行動のほとんどを自然に実行できる自由を持つべきという考えに基づく。この概念の欠点として、自然界の動物は常に本来の性質にとって問題を抱えて生存のために努力しているのであり、自然状態が必ずしも動物福祉を満たすとは限らないという指摘もある。
動物の苦痛などの情動評価方法として、発声や行動、ホルモンの変化による方法がある。より簡便な方法として牛や豚で有効なグリマス・スケール（言ってみれば表情）があり、これは基本的に眼の開閉状態、鼻腔・鼻溝の状態、口の緊張感、耳の向きと言った4部位の状態を顔面動作単位として判断する方法である。また、動物の行動から情動を判断する方法である質的行動評価法がある。これはたとえば母羊から子羊を引き離すと母羊は耳をそばだてて動き回り、見晴らし、大声で叫ぶのを観察すると「動揺」「不安」「苦悩」しているように見え、子羊が見つかると「穏やか」「リラックス」したように見えるというものである。擬人化ともいえる方法であるが科学的判断であり、EUの公式のアニマルウェルフェア評価法にも取り入れられた。

## 畜産動物

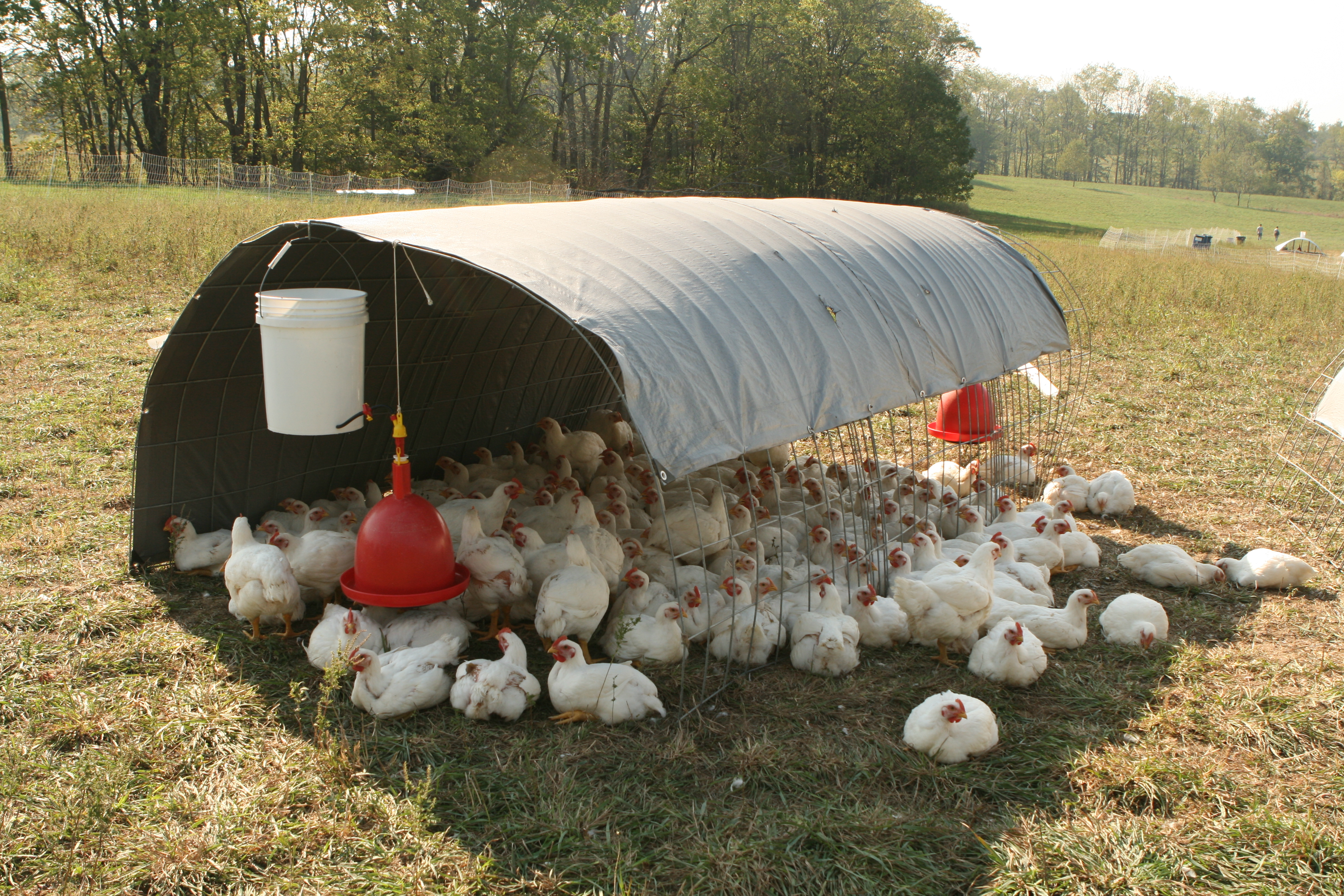
放し飼いのニワトリに日陰を与えるためのシェルター

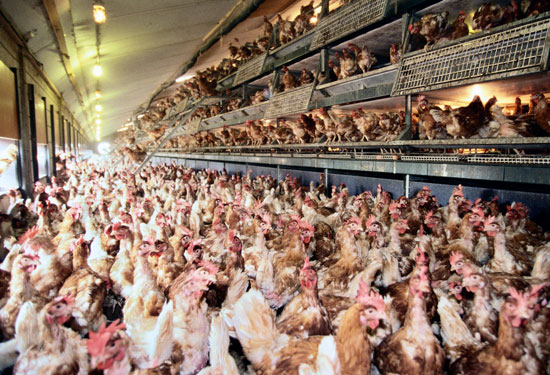
屋内のケージフリー農場

動物福祉の考えは畜産業に多大な影響を与えており、欧米を中心に活動や研究が盛んである。その内容は、閉じ込め飼育（ケージ飼育）だけでなく、屠殺においては極力苦しませないなどの取り組み、採卵鶏のオスの殺処分問題、家畜の輸送時の扱い、豚の無麻酔去勢などの家畜の体の一部の切断処置に関するものなど、多岐にわたり、様々な法的・自主的な枠組みが作られている。また、家畜福祉に対する消費者の意識と関心は、世界的に高まっており、家畜福祉は消費者の購買決定において重要な要素となっている。またアニマルウェルフェアの導入は抗生物質低減と、畜産従事者の労働意欲向上につながるとされる。国内では養豚場におけるアニマルウェルフェア導入により従業員の離職率が大幅に改善されたケースがある。

### 国際基準
国際獣疫事務局 (WOAH) は、2004年以降、陸生動物衛生規約の動物福祉（アニマルウェルフェア）の基準を策定しており、現在次の12章が公表されている（採卵鶏については議論が行われたものの、加盟国間の意見の隔たりが大きく採決に至っていない。詳細はバタリーケージ#採卵鶏のアニマルウェルフェアに関する基準の進行状況）。
- アニマルウェルフェアに関する勧告
- 海上での動物の輸送
- 陸上での動物の輸送
- 空輸による動物の輸送
- 動物の屠殺
- 疾病管理のための動物の殺処分
- アニマルウェルフェアと肉牛生産システム
- アニマルウェルフェアと肉用鶏（ブロイラー）生産システム
- アニマルウェルフェアと乳牛生産システム
- 作業用馬のアニマルウェルフェア
- アニマルウェルフェアと豚の生産システム
- 皮、肉、その他の製品を目的とした爬虫類の殺処分

また、2008年以降、水生動物衛生規約の動物福祉（アニマルウェルフェア）の基準を策定しており、現在次の4章が公表されている。
- 養殖魚のアニマルウェルフェアに関する勧告の紹介
- 輸送中の養殖魚のアニマルウェルフェア
- 食用養殖魚の解体・殺処分の福祉的側面
- 疾病管理のための養殖魚の殺処分

### 閉じ込め飼育
家畜動物の動物福祉として問題になる主要なテーマは、採卵鶏のバタリーケージ飼育や母豚の妊娠ストールといった動物の閉じ込め飼育（ケージ飼育）である。これらについては欧米を中心に法律による規制や、企業による自主廃止が進んでいる。
EUでは、EU市民140万人の署名により（欧州市民イニシアチブ（ECI））、2021年6月に、欧州委員会が、飼育動物のケージを禁止するという取り組みを発表した。これは、すでに規制がある産卵鶏や母豚の使用制限の強化に加え、ウサギや若鶏、種鶏、カモ、ガチョウなども規制の対象とする予定となっている。
「フリーストール」とも呼ばれる広い場所で、複数の家畜動物が伸び伸びと動けるような環境は、家畜動物にとっては健康的な環境であるが、逆に課題もある。野放しの状態だと家畜動物が自由に動き回るため個々の識別が難しくなり、妊娠中の家畜は急に体調を崩したり、餌を食べなくなることもあり、常に個体を見張っていないと迅速な治療や分娩の介護ができない。

### 輸出
動物の生体の輸出は、中東などの家畜需要の増加に対応するために増加している。しかし輸出はストレスの多い環境条件、高い飼育密度などから動物福祉上の問題が指摘されている。2023年4月、ニュージーランドは生体家畜の海上輸出を全面禁止とする動物福祉法の改正を可決した。しかし、同年11月に政権交代し、より厳しい基準である「ゴールド・スタンダード」の下で海上輸送を再開する方針を示した。これに対する反対運動が激しくなっており、先行きが未定となっている。ドイツは非 EU 諸国向けに牛、羊、山羊を屠殺・肥育するために輸出することを禁止していたが、2022年に範囲を拡大し、繁殖目的の輸出も停止すると発表した。同2022年、ルクセンブルクも動物福祉の観点から、屠殺のために他国に家畜を輸出することを禁止した。2011年、オーストラリアから輸出された牛がインドネシアで虐待的扱いを受けていたことが発覚。これを受けてオーストラリアは生きたまま牛を輸入するためには、アニマルウェルフェア基準（と畜や牛の収容施設について）を満たさなければならないという規定を策定した（しかし、規定違反が相次いで報告されている）。その後オーストラリアは、海上輸送中の羊が大量死する事故が相次いだことをうけ、2028年までに羊の生体輸出の禁止することを決定した。2023年4月には、ブラジルの裁判所が「動物は感覚を持った生き物である」として、国内のすべての港からの生きた動物の輸出を禁止する判決を下した（ただし2025年時点で実現していない）。2024年5月にはイギリスが生きた家畜の輸出禁止を決定した。ベルギーのフランダースでは輸送ルート上のどこかで気温が30度を超えると予測された場合、輸出は承認されていなかったが、2025年、7-8月の輸出自体の禁止を決定した。

### 企業への影響
畜産物を扱うグローバル企業の動物福祉評価を行うBBFAW（The Business Benchmark on Farm Animal Welfare）の2024年の評価によると、調査対象と150社のうち94%が家畜福祉をビジネス上の課題として認識しており、128社が家畜福祉に関する方針声明を公表しており、企業のアニマルウェルフェアへの取り組みは年々進歩している。調査対象には日本企業5社も含まれているが、いずれも6段階評価の最低ランクとなっている。アジアにおけるアニマルウェルフェアへの取り組みは、ヨーロッパ、南米、北米に後れを取っている。評価は企業へ影響を及ぼし、調査対象となったイオンは自社ブランドの平飼い卵販売強化に着手し、日本ハムはアニマルウェルフェアポリシーを公表し妊娠ストールの廃止を発表するなどしている。
また世界売り上げトップ企業250社のうち73％が、企業のサステナビリティ報告の開示枠組みとしてGRI (Global Reporting Initiative)基準を使用しているが、GRIの基準は畜産動物のアニマルウェルフェアについて、動物の輸送・住環境・閉じ込め、屠殺に関する方針を種別に開示することを求めているまた、アメリカの企業格付け会社S＆Pグローバルは企業のアニマルウェルフェアポリシーとそれに関連する情報公開も評価項目の一つとしている。

### 貿易
近年では、貿易においてもアニマルウェルフェアが関係するようになっている。ニュージーランドでは、1999年に動物福祉法が制定されたが、この背景には、当時ニュージーランド畜産物の重要な輸出先であったイギリスでアニマルウェルフェア規制が本格化したことが挙げられる。2023年11月、EU・ニュージーランド自由貿易協定を批准。この協定は、動物福祉基準の尊重を市場アクセスの条件とする初の貿易協定として、貿易政策における重要な先例となった。
EUは輸入製品に対して、「屠殺時の動物福祉を保護するEU規則」の遵守を義務付けている。またEU域外から輸入される生体豚および子牛には、豚のアニマルウェルフェア指令（豚の保護に関する最低基準の設定に関する指令）および子牛のアニマルウェルフェア指令（子牛の保護に関する最低基準の設定に関する指令）と同程度以上の取り扱いが求められる。これら以外のEUアニマルウェルフェア規制についても、2021年、欧州議会は欧州委員会に対して、EU域外国で生産された畜産製品の域内流通は、EUが定めた動物福祉の基準を満たした製品のみ承認するよう求めている。EUでは農業団体や政治家らは、輸入食品をEU域内と同様の生産基準に適合させる新たなEU規則を要求しており、2025年2月に欧州委員会が公表した「農業と食のビジョン」では、輸入品に対してもEUと同等のアニマルウェルフェア基準を求めていくという方向性が示された。実現すれば、EUの動物福祉基準は対外的な規制となる。輸送に関する動物福祉規則の改正案では畜種ごとの輸送時の密度や輸送時間、温度管理が求められており、EU域外での動物輸送時にも一部が適用される案になっている。
イギリスは2021年、家畜、ペット、野生動物も含めた動物福祉計画を発表。貿易交渉においても、動物福祉の観点について妥協することはないことを明言した。2023年には英国鶏卵産業評議会らが環太平洋パートナーシップにおいてバタリーケージ卵の輸入規制をするよう政府に求めた。日本もアメリカ、イギリス、スイス、ノルウェー、カナダ、台湾、香港、オーストラリア、ニュージーランド、アルゼンチン、ウルグアイなどに牛肉を輸出する場合、屠殺場における人道的な扱いが必須となっている。これら輸出先国からアニマルウェルフェアに配慮した肉用牛の取扱いの遵守を求められているからだ。
なお、WTOの貿易協定には、動物や畜産物について規定されているものとしてSPS協定がある。WTOは動物衛生に関してWOAH基準を採用する立場を明確にしているが、現時点では動物福祉はSPS協定の範囲外とされている。しかしながらWOAH基準はWTOが参照するルールブックとなる役割があり、WOAHに沿わない取り扱いなどがあればWTOに訴えることもできる。非人道的な殺傷方法が行われていたアザラシの毛皮の輸入を規制したＥＵにカナダとノルウェーがWTOに提訴した件では、2014年、WTOは動物福祉を理由とした輸入規制を「公徳の保護のために必要な措置」（GATT 第 20 条(a)が認める例外事項）に該当すると判断した。このことから、今後、動物福祉を理由とした貿易規制が認められる可能性はある。EUはWTOに動物福祉の世界基準を求める提案書を提出しており、今後WOAHの動物福祉基準がWTOにおいてどのような役割となるのか注目されている。

### 家畜福祉への市民の関心
諸外国における市民の家畜福祉への関心は高い。オーストラリア、バングラデシュ、ブラジル、チリ、中国、インド、マレーシア、ナイジェリア、パキスタン、フィリピン、スーダン、タイ、英国、米国の14か国を対象に2021年に実施された調査では、「畜産動物福祉は、自分にとって重要である」という質問に対して、平均87％が同意している。
アメリカで2022年に実施された世論調査によると、どの政党を支持するかにかかわらず、「畜産動物虐待の防止は道徳的関心事項である」と考える有権者が多かった（全体80%、共和党支持者77％、民主党支持者 83%、無所属80%)。また、「畜産動物の極端な閉じ込めの廃止を強く支持する」と回答した有権者も、どの政党を支持するかにかかわらず多かった（全体80%、共和党支持者76％、民主党支持者85%、無所属81%)。米国では近年アニマルウェルウェアに配慮した家畜の飼養を目指す動きが広まっており、放牧の牛肉やケージフリー飼養による卵が多く販売されている。
2022年にオーストラリアで実施された、食肉に関する調査では、「食肉産業に対する回答者の関心事」として最も高いのが、『農家におけるアニマルウェルフェア』で、全体の46％を占めた。同年、イギリスでは一般的な畜産慣行（豚の妊娠ストールや鶏のバタリーケージや畜産動物の体の一部の切断など）についてのアンケートが実施されたが、73-96％がこれらの畜産慣行を「容認できない」と回答した。またこれらの畜産慣行についてのイギリス人の認知度が高いこともうかがえる結果であった。2024年に発表された調査によると、中国人の 66% が家畜の福祉のための法律を制定することが重要であることに同意している。

### 日本国内の状況
家畜のアニマルウェルフェアについて、日本は国際社会の中で後れを取っている。NGOや投資機関による日本国内の食品関連企業のアニマルウェルフェア評価は軒並み低い。世界動物保護協会（World Animal Protection）の評価によると最低ランクのGとなっている。世界の小売・食品の大手企業150社を対象としたAWのベンチマーク評価指標である「BBFAW：Business Benchmark on Farm Animal Welfare」では国内企業5社（イオン・グループ、マルハニチロ、日本ハム、明治ホールディングス、セブン＆アイホールディングス）が評価対象となっているがいずれも最低ランクの評価となっている。日本はこのような状況を改善し、世界水準に合わせざるを得なくなりつつある。
日本国内では、2011年に、公益社団法人畜産技術協会が、畜種ごとの「アニマルウェルフェアの考え方に対応した飼養管理指針」を発表し、農林水産省がこの指針の普及を行った。また、地方自治体でも家畜福祉の研究などが実施されるなど、アニマルウェルフェアへの取り組みは少しずつではあるが進んでいる。
2021年5月、持続可能な食料システムを構築することを目的とした「みどりの食料システム戦略」において、「アニマルウェルフェアの向上を図るための技術的な対応の開発・普及」が盛り込まれた。
アニマルウェルフェアが発端となった鶏卵汚職事件を受けて2021年「養鶏・鶏卵行政に関する検証委員会報告書」が提出された。この報告書の提言により、同年農水省は生産者などの関係者らとアニマルウェルフェアの意見交換会を開催することを決定した。そして2022年1月に、農林水産省は生産者や流通などの関係者らと、アニマルウェルフェアの初会合を開き、畜産技術協会が作成した畜種ごとの指針を普及するというこれまでの方針を改め、農林水産省自らが畜種ごとの指針を示すことを決定、2023年7月に畜種ごとのアニマルウェルフェアに関する飼養管理指針を発表した。ただし、畜産技術協会の指針、農林水産省の指針いずれも強制力はなく、法律に基づく指針ではないため、罰則やペナルティーを伴うものではない（2024年時点で、日本には家畜福祉の法規制はない）。なお、生産者における本指針の認知度は31.2%となっている。
しかしながら、国がアニマルウェルフェアに関する飼養管理指針を発表したことで、2024年には食料・農業・農村基本法の改正に伴う付帯決議では「家畜にできる限り苦痛を与えないなどアニマルウェルフェアに配慮した飼養管理等を促進すること」が盛り込まれた。翌年の食料・農業・農村基本計画においては、畜種ごとに国際的動向を踏まえたアニマルウェルフェアへの対応が必要であること、アニマルウェルフェアに関する飼養管理指針の普及・定着の推進が記載された。農林水産委員会における2025年度畜産物価格等に関する決議では「アニマルウェルフェアの推進」が盛り込まれた。さらに2025年に改正された酪農及び肉用牛生産の近代化を図るための基本方針においても初めてアニマルウェルフェアの推進が明記され、消費者へのアニマルウェルフェアの理解醸成を図ること、とされた。また同年改正された養豚農業の振興に関する基本方針においても「アニマルウェルフェアの理解醸成」が初めて明記され、アニマルウェルフェアに関する飼養管理指針の普及・定着を図ることが盛り込まれた。
諸外国に比べて、市民のアニマルウェルフェア認知度や意識は依然低く、国内で、アニマルウェルフェアに配慮した畜産物の購入経験がある人は5.8%にとどまる。他方、アメリカは35.2%、イギリスは60.4%、オーストラリアは65.3%となっている。また、アニマルウェルフェア食品の購入意向も日本は他国よりも低い。2024年の調査では、消費者の7割以上が、畜産物購入時に「どのような環境で飼育しているか」を気にしないと回答している。また、2011年の調査では「アニマルウェルフェア」を82％が知らないと回答。10年後の2021年の調査でも「アニマルウェルフェアを知っていたか」との問いに対して、75％の消費者が「聞いたことがなかった」と回答しており、国内の周知は遅い。

## 展示動物
国内の法規制では、基本的に動物が寿命を全うする最期まで飼育し続けること(終生飼育)が大原則となっている。しかしながら、飼育下にある野生動物の多くは檻の中を行ったり来たりするなどの常同行動を繰り返しており、動物園の動物の60％が飼育下で苦しんでいると言われる。こういったことから、近年では、動物園や水族館などで、動物福祉を取り入れる動きが広まっている。こうした「種特有の行動の発現を促して健康や繁殖といった生物機能を向上することで生活環境を改善させる試み」を環境エンリッチメントという。動物園で行われている生態展示がその一例である。
国内でも一部動物園では動物福祉を導入しつつある。2015年に札幌市円山動物園でマレーグマが訓練のたびに攻撃を受け衰弱し、死に至った事件を契機に、札幌市は2022年、日本初の動物園条例制定に向けて動いていることを発表した。また、同園は飼育する動物の種類を減らす方針で、2022年2月末時点で飼育する155種のうち32種は個体が死んだり、他の園に転出したりしたら飼育を終了するという。京都市動物園は2020年から、群れで生活するライオンに望ましい環境を作ることができないとの理由から、ライオン飼育をしないという方針に転換した。
諸外国では、動物の展示そのものが議論されており、インドがクジラ目の動物の飼育を禁止したり（2013年）、韓国が新たにつくられる水族館ではイルカの飼育を禁止したり（2018年）、フランスが野生動物の展示を禁止を決定したりする（2021年）などの動きがみられる。スペインでは、動物園とイルカ水族館において外来種を購入したり繁殖したりすることを禁止し、これらの施設を在来種の回復センターに変えようとする動物福祉法案が議論されている（2022年時点）。コスタリカは動物福祉を優先するために、すべての州立動物園を閉鎖し、動物を野生動物センターに移送した。
イルカやシャチなどのクジラ類については、1993年の映画「フリーウィリー」や2013年のドキュメンタリー「ブラックフィッシュ」を契機に、水族館でのクジラ類飼育の禁止の動きが広まっているが、その動きは国によって大きく差がある。2019年時点で、3,603頭のクジラ類が飼育されており、そのうち6割は5か国で占められている（中国 23%、日本 16%、米国 13%、メキシコ 8%、ロシア 5%)。
国際社会では、野生動物を利用したふれあいカフェも問題視されるようになっている。2022年1月には、韓国環境省が「野生動物カフェ」を全て禁止とする方針を発表した。現在飼育されているミーアキャット、プレーリードッグ、両生類、爬虫類などは、動物保護施設へ移されることになる。さらに動物に乗ったり餌をやったりなどの不適切な体験活動や移動展示も禁止される。いっぽうでふれあいカフェはアジアで拡大しており、動物福祉についての深刻な懸念が指摘されている。ふれあいカフェの一大拠点は、このような施設を管理・規制する法律が未整備の日本だと指摘される。実態調査では、動物が本来の生息地と異なる飼育環境で展示されていたり、鳥がストレスで毛引きしていたりと、動物の習性に配慮した施設はほとんど存在しないという。日本発祥である「フクロウカフェ」も問題視されている。国内では改善に向けた動きも一部あり、動物園や水族館での触れ合いイベントを廃止したり改善したりなどの動きもみられる。

その他、展示動物の福祉が問題になるケースとして、テレビ番組などが、出演する動物（チンパンジーなど）の種が本来有する習性を損なわれるような過剰演出をするという例などがある。

## 実験動物
1999年「生命科学における代替法と動物使用に関する世界会議」で、3Rの原則（動物を使用しない方法に置き換え（Replacement）、利用する動物の数を減らし（Reduction）、動物に与える苦痛を少なくする（Refinement））を法律に組み込むこと、動物実験に関係する全ての者に教育や訓練を行う機構を設置すること、動物実験の科学的，倫理的妥当性を審査委員会で審査を受けること、を勧告するボロニア宣言が採択された。
OECD（経済協力開発機構）は、人間の健康と環境に対する化学物質の潜在的な影響を評価するためのOECDテストガイドラインを定めているが、1996年には動物実験代替法を積極的に採用していく意向が示した。2001年には一度に60匹以上の動物を使用する急性経口毒性試験LD50をそのガイドラインから削除した。2022時点で、ヒト健康に関するOECDテストガイドラインのうち40％が動物実験を用いない試験法となっている。
動物を使用しない試験方法へ移行しようとする国際的な流れがあり、2009年に代替試験法国際協力（ICATM）合意書への署名が行われ、現在はEU、アメリカ、カナダ、日本、韓国、ブラジルの5か国の政府機関が動物実験代替法を促進するために協力している。国際化学工業協会協議会が環境ホルモン問題を契機にグローバルな活動としてスタートした研究助成事業（LRI）が募集するテーマの一つも動物実験代替試験法となっている。
ＥＵは1986年に定めた実験動物保護に関する指令を、2010年に改正、実験施設や実験者、実験計画の許認可等を含む、世界の中でも厳しい法規制を採用している地域だ。そのEUでは2015年3月、EU市民が動物実験の廃止を求める117万名の署名を提出した。欧州委員会は、提出された動物実験廃止提案について審議し、同年6月に結果を報告書にまとめた。欧州委員会は動物実験を段階的に廃止するための法規制の枠組みを作ることを求める市民の提案は退けたが、報告書には「ＥＵは動物実験を段階的に廃止すべきという市民の考えを共有しており、動物実験の段階的廃止はＥＵの法規制の最終目標である。」との明言を繰り返し記載した。2021年9月、欧州議会は、動物実験そのものを段階的に廃止するためのEU全体の行動計画を確立するよう欧州委員会に求める決議を採択した。
Cell、Nature、Science、Journal of Clinical Investigationなどのような代表的な国際学術誌は、動物実験に関する投稿規定を設けており、動物実験のガイドラインや規則の順守及び動物実験委員会の承認を求めている。

## 愛玩動物
たびたび巻き起こる特定の動物についての飼育ブームや、飼育者による動物の不完全な飼養により、飼育動物を無計画に繁殖させ、ときに劣悪な飼育環境を発生させる事例が動物福祉上問題となる。
日本では2012年6月からペット販売展示業者に対して午後8時から午前8時までの夜間におけるイヌとネコの展示が禁止された。また2021年には犬猫を扱うペット業者の繁殖・飼育方法に、飼育頭数の上限やケージの広さなどを規定した「数値規制」が導入された。諸外国ではペットの展示販売そのものが問題視されるようになっており、フランスでは動物福祉や衝動買い防止の観点から、犬と猫はペットショップでの販売を2024年から禁止することが決まった。
保健所や動物保護センターで収容された犬や猫は、飼い主が見つからなければ殺処分される。殺処分方法は、低コストで多数殺処分できることから二酸化炭素装置（ガス室）が一般的だが、安楽死ではないという非難から麻酔薬方式に変更する自治体もある。400以上の動物保護団体が賛同する「アシロマ合意」は安楽死を無くすことを目指すガイドラインだが、動物福祉が担保できない場合「健康な動物であっても安楽死を選ぶことは、動物保護団体の責任である」旨が記載されている。

## 野生動物
外来生物法では外来種を駆除する場合には可能な限り苦痛を与えない方法で安楽死させることと定められている。捕鯨においてもその見地から絶命させるまでの時間が短い電気銛が復活した。

## 動物福祉の法規制
動物への配慮の法制化がはじまったのはイギリスとされており、1822年に成立した「畜産動物への虐待及び不適切な取り扱い防止法」が初とされる。その後フランス、スペイン、ドイツでも同様の法律が成立し、欧州評議会は1971年に「国際輸送中における動物の保護に関する協定」を、1978年に「農用動物の保護に関する協約」などの動物福祉協定を発効した。EU では、これらの協定を履行するために各種の動物福祉指令を定めており、EU加盟国は指令に従って国内法令を整備することが義務付けられている。EU は2008年、EU 機能条約（リスボン条約）に「動物が感受性のある存在であることを踏まえ、アニマルウェルフェアの要件に十分配慮する」と盛り込んだ。当該条約では、男女平等の促進、雇用・教育・健康保護などの促進、個人情報保護といった事項と並んでアニマルウェルフェアが配置されており、EUにおけるアニマルウェルフェアの重要性が表れている。
国の憲法において動物の感受性を認め、動物保護や動物福祉を盛り込んでいる国には、ベルギー、イタリア、ドイツ、ルクセンブルク、スロベニア、オーストリア、スイス、エジプト、ブラジル、インド、メキシコなどがある。日本の憲法は動物に言及していない。
動物福祉を促進するために必要な包括的な措置を定めた法規制としては、アメリカ合衆国（1966年動物福祉法）や欧州など、多くの国で法律として存在する。日本では、動物虐待等を禁じ、罰則規定のある動物愛護法が該当する。2022年、動物虐待等により動物愛護法違反で警察が検挙（逮捕・書類送検など）した事件は166件。検挙された動物は猫（91件）と犬（53件）で9割近くを占めた。内容別では、「遺棄」が74件と最多で、「虐待」が49件、「殺傷」が43件と続いた。
動物福祉の法規制の対象動物は哺乳類、鳥類などに必ずしも限定されていない。例えば、EU指令「科学的目的で使用される動物の保護（on the protection of animals used for scientific purposes）」は、本指令の前文(8)の中で次のように規定している。「円口類を含む脊椎動物に加えて、頭足類もこの指令の範囲に含める必要がある。これは、痛み、苦痛、および永続的な危害を経験する能力があるという科学的証拠があるからである」。また、2021年11月に、イギリス政府は、専門家チームによる調査が「タコやイカのような頭足動物と、カニや大型エビ、ザリガニのような十脚甲殻類は、感覚をもつ存在として扱う必要がある」と結論付けたことから、同国で審議されている動物福祉法案の保護対象に感覚をもつ動物として追加している。

### 畜産動物を対象とした法規制

#### アメリカ
連邦政府（USDA所管）による、家畜の輸送時の規制の「28時間法」および、屠殺時の規制の「家畜の人道的と畜法」がある。ただしいずれの法律も対象家畜に家禽は含まれない。また、動物福祉法（1966年）があるが、家畜は除外されているため、家畜の飼養時における法規制はない。一方で、複数の州で、家畜の飼養についての規制が、州法で設けられている。9州が、子牛のストール（単頭での閉じ込め飼育）について法規制を行っており、10州が母豚の妊娠ストールについて法規制を行っている。また11州が、採卵鶏などのバタリーケージについて法規制を行っており、4州が牛の断尾について法規制を行っている。これらの規制の違反者には、拘留、罰金、事業停止といった罰則が規定されている。

#### オーストラリア
豪州もアメリカ同様連邦制であり、6つの州、２つの特別地域からなり、それぞれが憲法と政府を持ち、州・準州の権限が強い構造となっている。家畜のアニマルウェルフェアの法規制についても基本的には州・準州政府の権限となるが、全国的に統一された法規制やガイドラインを策定するために、連邦政府は豪州アニマルウェルフェア基準・ガイドライン（AAWSG）を示し、各州、準州と協力しながら取り組んでいる。2023年に策定された家禽のAAWSGではケージ飼養システムにおける鶏１羽当たりの最低飼養面積を設定。単羽飼育の最低飼養面積 1,000㎠／羽、複数羽飼育の最低飼養面積 750㎠／羽とした。これは従来規格のバタリーケージでは達成困難な要件であり、事実上のバタリーケージ廃止だとも言われている。
貿易については連邦政府の権限となる。オーストラリアから家畜を輸出する際は豪州家畜輸出基準（ASEL）、及び輸出業者サプライチェーン保証システム（ESCAS）のアニマルウェルフェア基準を満たす必要がある。連邦政府は、23/24年度予算の中で、アニマルウェルフェア戦略を改定するために、4年間で500万豪ドルを措置すると発表。新たな戦略は2027年に公表される予定となっている。

#### ＥＵ
屠殺時における動物の保護に関する規則、輸送中および関連作業中における動物の保護に関する規則、農業目的で飼養される動物の保護に関する指令、子牛の保護のための最低基準の設定に関する指令、豚の保護に関する最低基準の設定に関する指令、肉用鶏の保護に関する最低基準の設定に関する指令、採卵鶏の保護に関する最低基準の設定に関する指令が定められており、日本では一般的な気絶無しの屠殺や豚の妊娠ストール、採卵鶏のバタリーケージ飼育などは禁止されている。「規則」は直接加盟国に効力を持つ。「指令」の場合は、加盟国はこのEU指令に従って国内法を制定しなければならないが、EU加盟国の中にはこれらのEU指令よりも厳しい法規制を設定している国もある。ドイツでは、ドイツ基本法で動物保護が国家の目的として明記されていることから、EUの動物福祉規則に比べてより厳格な規定を設ける傾向にある。例えばEUの妊娠ストール規制は35日までなら使用が認められているが、ドイツでは原則使用禁止としている。ドイツの豚の飼育密度規制もEUよりも厳しい。このようなドイツでは、繁殖養豚農家の59.2％が10年以内の廃業を考えているという。デンマークでは子豚の輸送時条件として、高温から子豚を守るために、トラックの天井の高さを十分に確保することが要求されている。

#### 日本
家畜福祉を対象とした法規制は、動物愛護管理法のみだが、同法において、屠殺や輸送、ストールやバタリーケージなどの飼養方法についての規制はない。動物愛護管理法では、ペットへの配慮は進んでいるが、家畜については愛護の名称があることもあり、理解が進まず、名称の変更や、新たな法制度を求める声もある。

### 伝統文化・観光に利用される動物を対象とした規制
伝統的な祭りや神事、観光・娯楽目的のショー等に利用される動物にも、この考え方がしばしば及ぼされる。しばしば話題になるものとして、アメリカのロデオ、イギリスの馬の障害物競走、ネパールのガディマイ祭り、トルコのラクダ相撲、スペイン・インドの牛追い祭り、スペイン・メキシコの闘牛、日本の曳き馬競争・上げ馬の神事等がある。
日本では、一部の動物愛護団体が、動物福祉というより動物愛護の観点からこういった伝統的な行事そのもの或いは行事中に起こった行為について虐待と捉え、首長や行事関係者に対する告発を行い、警察が受理、書類送検されるケースも相次いでいる。2019年熊本県の神幸行列、2021年北海道のばんえい競馬、2024年沖縄県のアヒル取り競争、2025年宮城県の輓馬大会、岩手県の馬力大会等で告発がなされている。

#### メキシコ
首都メキシコシティで約500年の伝統を持ち、年300万人の観客が来る闘牛において、2025年、「暴力のない闘牛」を標榜して、刃物を用いず牛を殺傷せず、人の危険性も和らげるため角にカバーを施し、牛の負担を減らすため時間を15分に限る条例が定められた。もともとメキシコでは闘牛反対者も多く廃止の意見も強まっていたが、伝統を重視する意見もあり、市議会で公聴会が開かれ、模様はネットでも公開された。世論は廃止に傾いていたともされるが、経済効果や関係者の利害も考慮、牛を殺さないショーとしての形で継続の方針が決まった。

#### 日本
2023年5月、三重県でコロナ明けを受けて再開された、700年近い伝統があり無形文化財ともなっている「上げ馬の神事」で、馬が転倒骨折し、殺処分となった。サラブレッドのようなスピード競走馬には過酷とも思える、坂を一気に駆け上がり最後に土壁を乗り越えるという行事でこれまでも骨折・殺処分が度々出ていることで、もともと批判が強かった。神社側は行政に相談、馬の専門家・獣医師・地元住民・動物愛護団体代表の加わった検討会の結果、2024年から土壁をなくす、坂を緩やかにするといった改善策がとられ、継続された。
2025年、岩手県遠野市では、馬に橇を曳かせて競争する馬力大会について市長が告発を受け、また、愛護団体が大会の模様をネットにあげて市に意見するよう求めた。その結果、市役所に全国から抗議が集中し、業務の妨げとなったこともあり、新たな大会形式を構築し直した上で再開することを前提に、同年の大会を中止した。

## 畜産物の動物福祉認証
諸外国ではアニマルウェルフェアに配慮した畜産物を認証し、ラベルを貼ることで、他の畜産物と区別化できる認証制度が普及している。デンマークやスウェーデンのように国の栄養・食事摂取基準において、動物福祉認証ラベルを消費者への情報提供として示している国もある。なお、動物福祉認証の導入は、食肉消費量の削減にはつながらないとされる。
アメリカには"Certified Animal Welfare Approved" "Certified Humane" "Global Animal Partnership" "Farm Animal Care Training & Auditing"など様々なアニマルウェルフェアラベルがあり、それぞれ民間組織が認証している。ただし極端な閉じ込め飼育をしていても認証が取得できるラベルもある。
韓国では倫理的消費や家畜福祉に対する消費者の関心も共に高まりをうけて、2012年に動物福祉畜産農場認証制を導入。
2021年イギリスは、食品への動物福祉ラベルについての意見募集を実施し、2022年9月に結果を公表した。イギリス政府は今後、食品の動物福祉ラベル要件を改善・拡大する（殻付き卵については、すでにラベルの義務付けが実施されている）。また、飲食業界においても補完的な施策案を検討される予定となっている。この施策案は英国産品と輸入品の両方が対象となる。しかしながら2023年、イギリスは殻付き卵以外の畜産物にも拡大する動物福祉ラベルの義務付けを見送った。
2022年6月、ドイツは、国による公的かつ義務的なアニマルウェルフェアの畜産ラベル制度導入に向けた概要を発表した。ドイツでのラベル表示はまず豚肉製品に導入され、その後拡張される予定となっている。
2025年7月から、スイスでは肉、牛乳、卵などの製品における動物の扱いについて、より明確な情報を受け取ることができるようにするため、麻酔なしで去勢や角切り、断尾、歯切りなど、麻酔や気絶処置を施さずに痛みを伴う処置が行われたか否かを、畜産物に明記することが義務付けられる。

## 家畜福祉に対する批判
動物福祉は、動物からの搾取は減りつつあるという間違った印象を与え、市民の道徳的不安を和らげる術を与え、工場畜産廃止の選択肢が見落とされやすくなるという指摘や、農場に動物福祉を導入しても、工場畜産であることには変わりがないとの指摘もある。米国の法律学者であるゲイリー・フランシオンは、動物福祉は畜産業を効率的にし、畜産の拡大に資する可能性の方が大きいと主張する。放し飼いの卵生産量が2004年-2023年にかけて2倍以上に増加したイギリスでは、卵の消費量も同期間16 億個増加している。
また、動物福祉の徹底をしても、最終的に家畜は屠殺されることから、動物福祉は動物の信頼に対する裏切りになるという指摘などもある。いっぽうで、屠殺場の福祉改革を試みた動物行動学者で全米の屠殺場の半分を設計したテンプル・グランディンは、人道性と屠殺の矛盾を問われた際、「末期患者にモルヒネを投与するのと同様に動物が生きている間なるべく快適にするのは意味がある」と答えている。

## 畜産物のヒューマンウォッシュ
動物福祉の普及につれて、動物福祉を謳った肉や乳製品が増加しているが、実際には劣悪な飼育環境であるにもかかわらず、動物福祉を主張するパッケージと広告で、消費者の懸念を和らげようとする問題が浮上している。例えば採卵鶏のバタリーケージ飼育が国内外で問題提起されているが、卵の「平飼い」を謳っている商品であっても、近代の集約畜産では、通常、鶏が屋外へのアクセスができず、自然光の入らない薄暗い鶏舎の中で過密に飼育されるという実態がある。
米国では、消費者団体が、政府機関である連邦取引委員会（FTC）に対して「人道的に飼育された」畜産物という誤解を招く表示をした会社を調査するよう要請したり、大手食肉加工会社タイソン・フーズや、ベン＆ジェリーズ社、コカ・コーラ社が、自社製品に動物福祉の虚偽表示をしたとして訴訟になるなどしている。また米国農務省（USDA）の、畜産物のラベルに動物福祉に関する記載をする際のガイドラインでは、鶏に完全菜食の食事を与えている場合は「人道的に飼育された」と記載することができ、豚をコンクリート床上で過密飼育でも「人道的に飼育された」と記載できるものとなっているという問題がある。
諸外国では第三者機関に認証された畜産物に添付できる動物福祉認証ラベルが普及しているが、家畜の飼育改善に取り組むFARM FORWARDは2021年にレポートを発表し、これらの動物福祉認証は、消費者が人道的な肉、卵、乳製品を識別するのに役立っておらず、消費者はだまされていると報告した。なお、FARM FORWARDのチームメンバーのうち三人は、10年以上にわたり、米国最大の独立した動物福祉認証機関であるグローバル・アニマル・パートナーシップ（GAP）の役員を務めたあと、「GAPが発足当初から変容し、集約畜産を支持し、家畜福祉を低下させ畜産企業の宣伝目的として使用させている」として、抗議後に辞任している。同GAP認証取得農場においては、これまでに10人が家禽虐待で有罪判決を受けている。
動物福祉認定された農場における動物虐待の報告も続いている。2015年以降、グローバル・アニマル・パートナーシップの動物福祉認証を受けた複数の農場で、七面鳥が劣悪な環境、暴力的な手技で飼育されていることが明らかになったり、イギリス最大の農場認証スキームであるレッドトラクター（Red Tractor）の動物福祉認証を受けた複数の農場において、2018年以降、覆面調査により日常的な動物虐待が発生していることが、メディアに報じられている。またRSPCAの動物福祉認証をうけた屠殺場や、40の農場における家畜の悲惨な飼育環境も告発された。米国でも動物福祉認証を受けた農場でも虐待が指摘されている。
日本では2016年7月から、一般社団法人 アニマルウェルフェア畜産協会により、「乳牛のアニマルウェルフェア畜産認証基準」が施行されたが、乳牛のつなぎ飼いをしていても認証を取得でき、その乳牛から生産された畜産物にアニマルウェルフェアのロゴを貼ることが可能な基準となっている。また、2021年には山梨県が畜産物のアニマルウェルフェア認証制度を開始したが、欧米で禁止が進んでいる母豚の妊娠ストールや鶏のケージ飼育、乳牛のつなぎ飼いなどの拘束飼育をしていても認証を取得でき、その家畜から生産された畜産物にアニマルウェルフェアのロゴを貼ることが可能な基準となっている。